# Kigeki: ekimae daigaku
Kigeki: ekimae daigaku (喜劇 駅前大学? lett. "Commedia: università davanti alla stazione") è un film del 1965 diretto da Kōzō Saeki, facente parte dell'Ekimae series.
Uscito in Giappone il 31 ottobre del 1965, annoverava nel cast interessanti attori dell'epoca come Hisaya Morishige, Frankie Sakai e Chikage Awashima. Il film è stato prodotto dalla Tokyo Eiga Co Ltd. La Toho si è occupata della distribuzione della pellicola su tutti i media.
Inedito in Italia.